# Club Deportivo Plaza Amador
El Club Deportivo Plaza Amador, Plaza Amador o simplemente Plaza como se le conoce popularmente es un club social y deportivo del barrio de la Plaza Amador en el corregimiento de El Chorrillo en la Ciudad de Panamá, Panamá. Está desde los principios de la ANAPROF, el mismo fue su primer campeón y es el cuarto club con más títulos.
Fundado en el año 1955 por León “Cocoliso” Tejada (1927-1982), quien fue figura en el deporte panameño y se dedicó a ayudar al desarrollo de los jóvenes tanto en lo educativo, como en lo deportivo. El club tiene a su haber 8 títulos en la máxima categoría del fútbol panameño.
Mantiene una gran rivalidad con el Tauro FC, con quien juega el Clásico del Fútbol Panameño, más conocido como el Clásico Nacional. Junto al Chorrillo FC club con el cual disputaba el denominado Derby del Pueblo, ya que ambos clubes pertenecen al popular barrio del Chorrillo pero se terminó por la desaparición de club Chorrillo FC. También posee rivalidades con el San Francisco FC y el Club Deportivo Árabe Unido, este último de la ciudad de Colón.

## Historia
El Club Social y Deportivo Plaza Amador fue fundado en el año 1955, por una figura legendaria del deporte panameño, León "Cocoliso" Tejada (1927-1982), quien con los años desarrolló un equipo diseñado para educar y para entrenar a jugadores, eso trajo a los jugadores y al equipo de las divisiones inferiores, hacia la máxima categoría del fútbol de Panamá. Ganó la Liga Distritorial de Fútbol de Panamá en la década de los 70 cuatro veces.[cita requerida] 
Después de la muerte de León, Andrés Chalet, Daniel Vásquez y Enrique Cajar recogieron los colores del equipo y lo regresaron a la Primera División, en donde se consagraron campeones de ligas distritoriales, la Copa JVC y el primer campeonato de la ANAPROF 1988.

## Estadio

### Estadio Maracaná

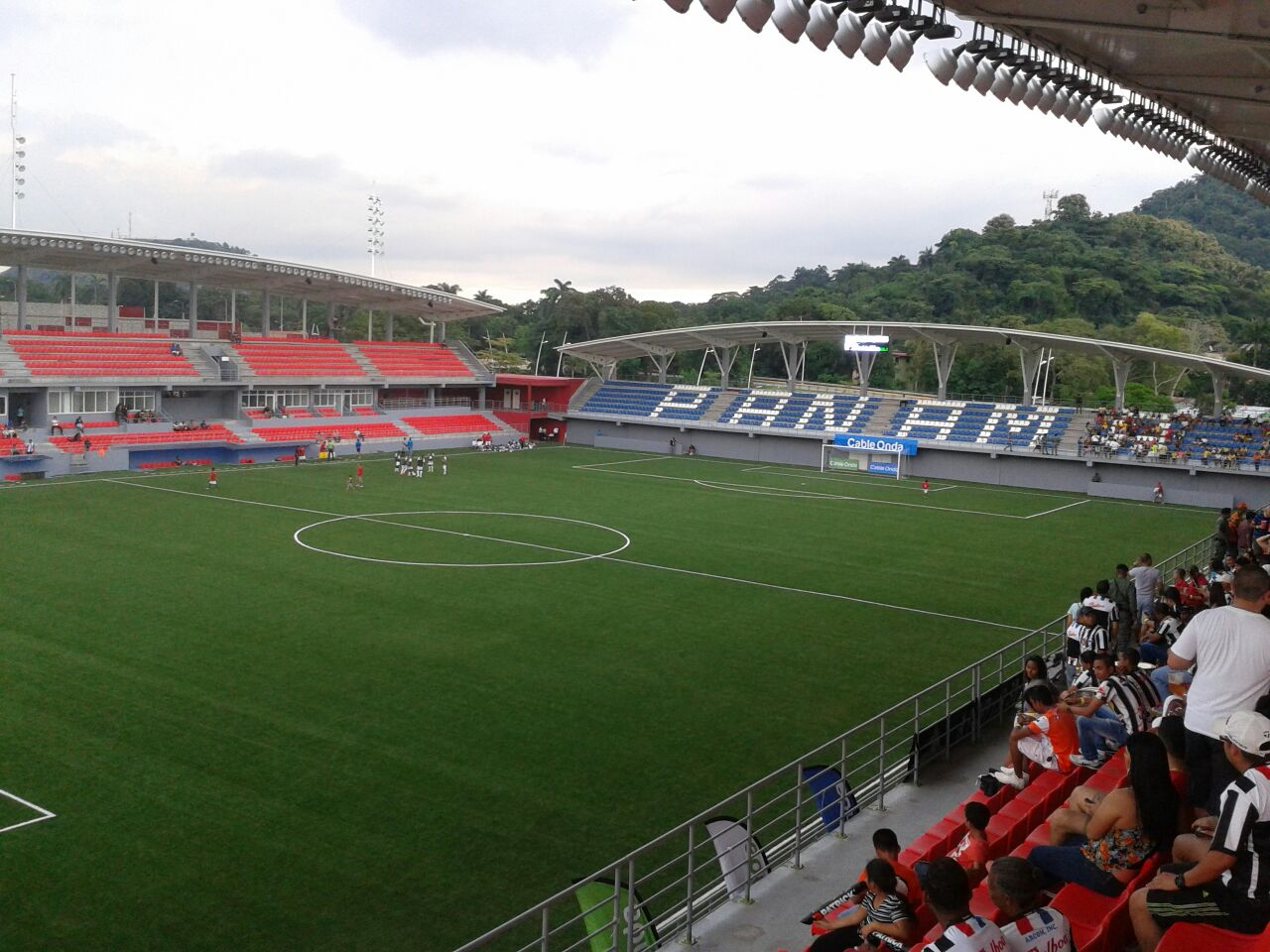
Interior del estadio.

El Plaza juega sus partidos de local en el Estadio Maracaná de Panamá inaugurado en el 2014 con capacidad para 5,500 personas, ubicado en el Barrio de El Chorrillo, en la Ciudad de Panamá.
Este estadio lo comparte junto a su rival el Chorrillo FC con el que disputa "El Derbi del Pueblo".
El CD Plaza Amador junto al San Francisco FC, jugando en casa, fueron los equipos que más personas llevaron a los estadios en Apertura 2014.

### COS Sports Plaza
El día 20 de abril de 2024, se inauguro de manera oficial el complejo deportivo COS Sports Plaza, Nuevo hogar de la institución plazina.  El primer partido profesional de este complejo deportivo se realizó el 20 de abril de 2024, por la jornada 14 de la LPF en el "Clásico Nacional" entre el CD Plaza Amador y el Tauro FC.En dicho partido el Tauro FC dominó 0-3 al CD Plaza Amador, con doblete del colombiano Yilton Díaz y del panameño Ricardo Gorday; de ese modo, mantuvo la hegemonía y el control absoluto en el Clásico Nacional a la fecha.

## Nueva Era y Renovación 2011-presente

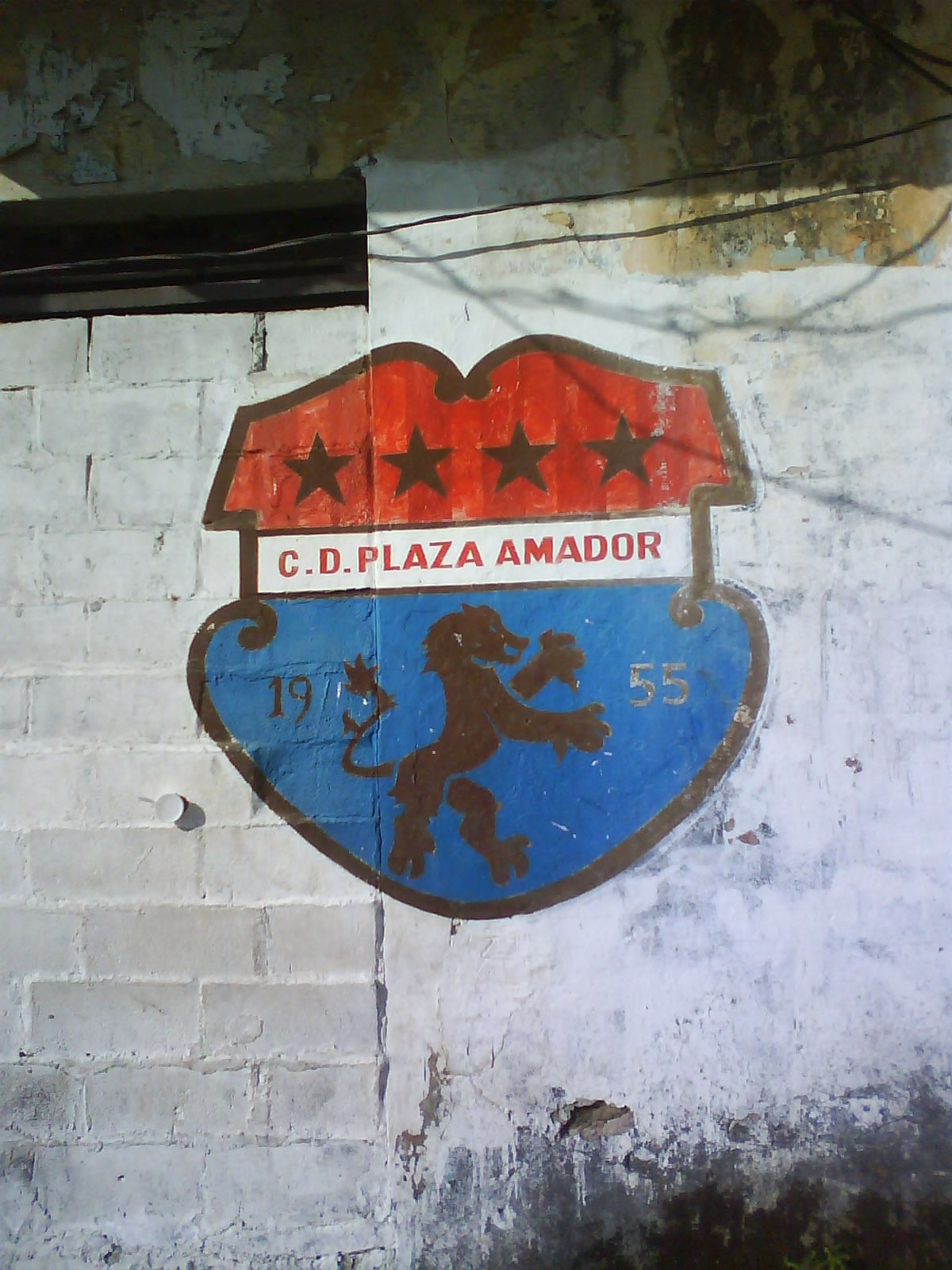
Antiguo escudo del Club Deportivo Plaza Amador pintado en la Plaza Amador, Ciudad de Panamá.

Para el torneo clausura 2011, Plaza Amador tendría una buena participación en el inicio del campeonato siendo invicto en las cinco primera fechas, empatando el Clásico del Pueblo en la fecha 1 frente a su acérrimo rival el Chorrillo FC como visitante, el partido terminó 0-0, para la segunda fecha se venía el Súper Clásico Nacional frente a su máximo rival el Tauro FC en el que consiguen una victoria por 2-1 con goles de Temístocles Pérez y Ricardo "el Halconcito" Buitrago, este último que sería la figura del equipo. Al final de la ronda regular no pueden acceder a las semifinales por la victoria que conseguiría el Tauro F.C. en la última fecha frente al Atlético Veraguense por 2-0 y la vez la derrota 3-2 como visitante frente al difícil al Atlético Chiriquí.
Para el Torneo Apertura 2011, la directiva del club dirigida por Umesh Bhakta realiza una de las contrataciones más llamativas de la liga con el objetivo de clasificar entre los cuatro grandes y por ende el título. En el inicio de la liga pierde su primer partido 3-1 en el Clásico Nacional frente al Tauro FC en un encuentro dramático en el que ambos merecían la victoria; ya para las siguientes fechas el equipo retornaría el camino de la victoria e inclusive ganando como visitante 1-2 frente al Árabe Unido en un gran partido y en el que fue el partido de la fecha 2. Para la fecha 10 vuelve a ganar otro súper clásico frente al Tauro F.C. y resultado sería 3-2 con dos goles de Temistocles Pérez y Améth Ramírez y sería el comienzo de seis partidos consecutivos sin conocer la derrota y la alegría de su afición que veía a su equipo como uno de los principales referentes del momento. Para la última fecha el "Plaza" solo necesitaba del empate para clasificar y los consigue en uno de los campos más difíciles de torneo frente al Atlético Chiriquí resultado que sería 1-1 y así consigue su boleto a las semifinales de la Liga que se le había negado por más de seis años.
Ya en las semifinales del torneo Apertura se enfrenta al Sporting San Miguelito y en los dos partidos consigue victorias por 3-2 y 2-1 en el que fueron las semifinales más llamativas del torneo. Para la final de la Liga Panameña de Fútbol en un partido parejo en la primera mitad, el Chorrillo FC se va al descanso con ventaja de 1-0, para la segunda mitad el Chorrillo FC consigue tres goles más y lo que sería el subcampeonato para el Plaza Amador después de estar en una final el Apertura 2005. 

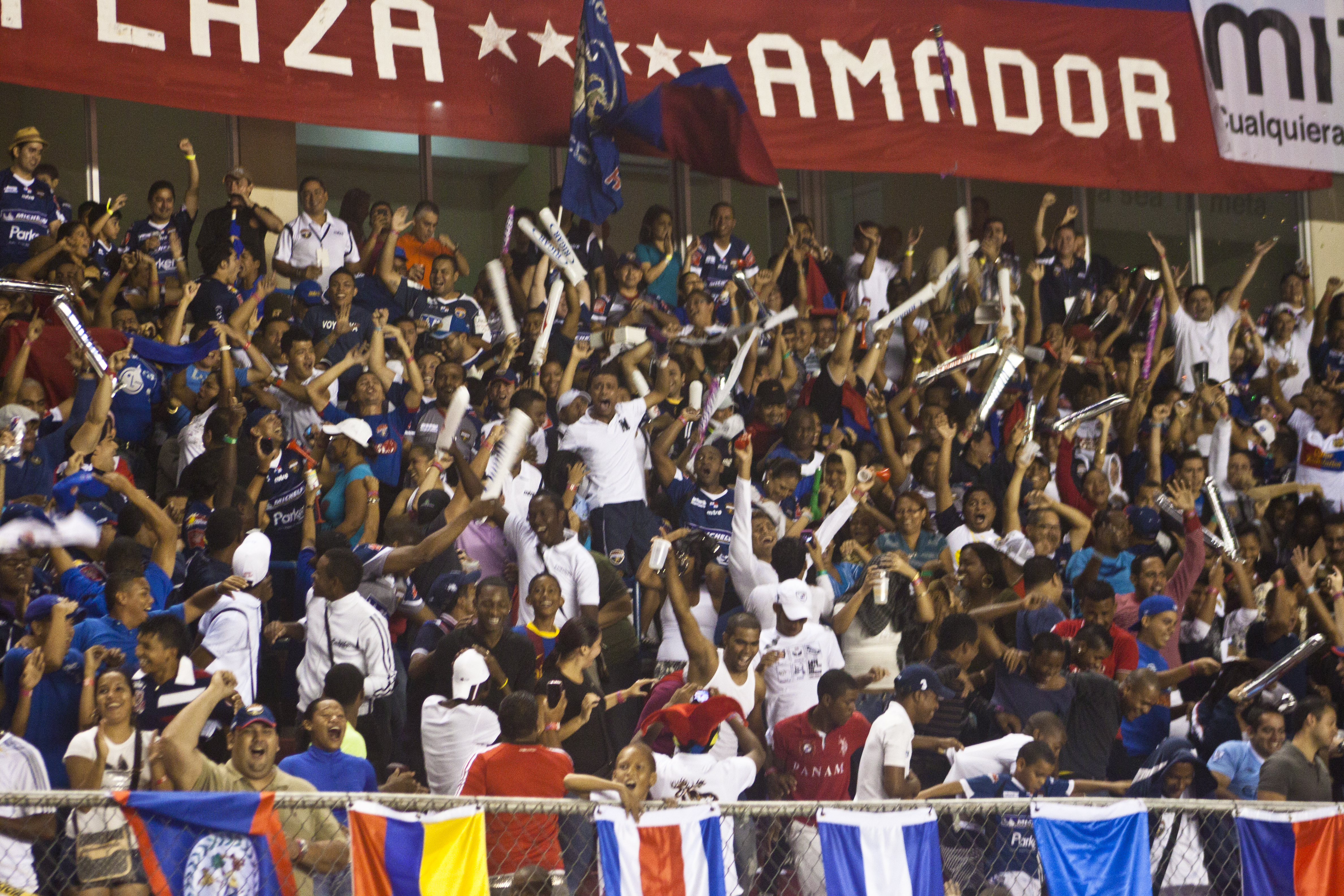
Semifinal del Apertura 2011, Barra del Plaza Amador.

El Plaza Amador, iba a tener durante el torneo LPF Clausura 2012 una de las peores campañas después de haber logrado el subcampeonato en el pasado torneo LPF Apertura 2011, y es que entre sus principales figuras tales como Aramis Heywood, José Abdul Pinto, Ricardo "el Halconcito" Buitrago y el capitán Ángel Lombardo, estaban en desacuerdo con la salida del DT argentino Javier Ainstein por diferencias que este había tenido con la directiva, razón que tomaron los jugadores a renunciar al equipo, lo que a la postre resultó un fracaso para ese torneo que en 18 fechas solo se obtuvieran dos victorias, seis empates y 10 derrotas con 16 goles a favor y 28 en contra.

La alegría de la afición y de todos los seguidores del club no se hizo esperar cuando se anunció en conferencia de Prensa realizada el 10 de julio del 2012 el retorno de su Capitán Ángel Lombardo y José Abdul Pinto quienes estuvieron el pasado torneo en el Club Sporting San Miguelito más las incorporaciones de grandes figuras como Andrés Felipe Santamaría colombiano exdefensor del Club Deportivo Árabe Unido, Manuel Torres y Manuel Mosquera entre otras figuras que surgieron como refuerzos para el anhelado título que se le ha negado al "Equipo del Pueblo" por siete años.
El 22 de mayo de 2016, en el estadio Rómmel Fernández Gutiérrez, el conjunto Plazino se alza con su sexto título liguero, ganándole a Chorrillo FC con marcador 1-0 ('24 Ernesto Sinclair), en dicha edición del Torneo Clausura 2016 de la Liga Panameña de Fútbol y así, después de once años consigue el tan anhelado título con el cual se clasifica a la Concacaf Liga de Campeones 2016-17.
Para el Clausura 2017, el Plaza Amador estableció varios récords en la liga. Hizo 40 puntos en 18 partidos, máxima cantidad de puntos en la historia, también marcó 26 goles, permitió solo 10 y sumó 27 partidos sin perder en ronda regular (18 Apertura 2016 y 9 Clausura 2017) sin embargo se quedó en la semifinal con el Árabe Unido tras caer en el global 1-2. 
Internacionalmente, el Plaza participó en la Liga Concacaf 2017 donde enfrentó al Portmore United de Jamaica en octavos de final, venciéndolo en penales 5-4 donde Eric Hughes fue la figura al detener un penal y al anotar uno luego de que empataran 1-1 en el global. En cuartos elimina al Club Deportivo Walter Ferretti por 2-1, pero cae ante el Olimpia en semifinales por marcador de 2-8.
En el Apertura 2017 volvería a tener una buena temporada al finalizar segundo, pero se quedaría a un paso de la final nuevamente ante el Árabe Unido que ganaría en penales después de empatar 1-1 en el global.
El día 31 de mayo de 2025, Plaza Amador desplegó un fútbol arrollador en la final del torneo apertura de la LPF, imponiéndose con autoridad sobre el San Francisco FC en un contundente 6-0 en el  Estadio Rommel Fernández y obteniendo su octava estrella. El marcador estaba 1-0 a favor del Plaza Amador, luego de una jugada a balón parado. Ovidio López aprovechó un balón suelto por la izquierda y colocar el primer gol de esta final. Más allá del gol, esta jugada fue ciertamente criticada debido a que vino de una mano señalada por el árbitro, que para muchos no era. Everardo Rose firmó un doblete a los 22 y 49 minutos, mientras que el joven Rodolfo Vega anotó un emocionante gol de chilena a los 33 minutos del primer tiempo. Jorlián Sánchez, de penal a los 59 minutos y Kevin Walder a los 81 minutos del segundo tiempo metió el sexto gol.  

## Uniforme
El uniforme tradicional del Club Deportivo Plaza Amador es la camiseta azul y los pantalones rojos de local.
| Período     | Patrocinador | Logo                       |
| ----------- | ------------ | -------------------------- |
| 2004 - 2006 | Umbro        | Umbro (marca)              |
| 2009 - 2010 | Joma         | Joma                       |
| 2011 - 2014 | Mitre        | Mitre Sports International |
| 2015 - 2016 | Diadora      | Diadora                    |
| 2016 - 2017 | X-Red        |                            |
| 2017 - 2018 | Keuka        | Keuka                      |
| 2018 - 2019 | Umbro        | Umbro (marca)              |
| 2019        | X-Red        |                            |
| 2020 - 2023 | Puma         |                            |
| 2024 - Atc. | Keuka        | Keuka                      |

## Clásicos Rivales
- Tauro FC (Clásico Nacional)
- Club Deportivo Árabe Unido
- San Francisco FC

### Participaciones internacionales
| Competencia                    | Edición                         |
| ------------------------------ | ------------------------------- |
| Concacaf Liga de Campeones (5) | 1988, 1989, 1991, 1993, 2016-17 |
| Liga Concacaf (2)              | 2017, 2021                      |

## Organigrama deportivo
- = Lesionado de larga duración
- = Capitán

#### Altas y bajas
| Jugador             | Posición      | Procedencia           |
| ------------------- | ------------- | --------------------- |
| Miguel Pérez        | Portero       | Sporting SM           |
| Gerardo Negrete     | Defensa       | Tauro FC              |
| José Matos          | Defensa       | San Francisco FC      |
| Juan González       | Mediocampista | Herrera FC            |
| Ricardo Phillips JR | Mediocampista | Potros del Este       |
| Julio Domínguez     | Mediocampista | Mario Méndez FC       |
| Alberto Quintero    | Mediocampista | Cienciano             |
| Joelkin Reyes       | Mediocampista | Mario Méndez FC       |
| Isidoro Hinestroza  | Delantero     | Estudiantes de Mérida |
| Edgar Espinosa      | Delantero     | Veraguas United FC    |

| Jugador         | Posición      | Destino          |
| --------------- | ------------- | ---------------- |
| Jaime Londoño   | Portero       | Potros del Este  |
| José Rivas      | Defensa       | UMECIT FC        |
| Samir Ramírez   | Defensa       | Sporting SM      |
| Jordán Girón    | Defensa       | Alianza FC       |
| José Murillo    | Mediocampista | Monagas SC       |
| Ronaldo Dinolis | Delantero     | CA Independiente |
| Ricardo Clarke  | Delantero     | San Francisco fc |

#### Jugadores Extranjeros
| Nacionalidad | N.º | Jugadores |
| ------------ | --- | --- |
| Argentina    | 28  | Julio Capretta, Norberto Urbani, Cristian Cardenas, Cristian Madrid, Claudio Díaz, Daniel Cragniolini, Gerardo Alfaro, Gustavo Favalli, Guillermo Rodríguez, José Raymondi, Dario Brane, Sebastian Montivero, Cristian "El Tanque" Durán, Santiago Valdez, Ángel Román, Alejandro Martins, Cristian Cragniolini, Maximiliano Gaston Drasal, Diego Maier, Santiago Clavero, Juan Villalobos, Claudio Martínez, Rodrigo Cavallero, Rubén Cecco, José Mialich, Víctor Suárez, Matías Gelpi y Gustavo Aguiar |
| Brasil       | 4   | Felipe Borowski, Leandro Cristian Rodrígues do Amaral - Safira, Jefferson Da Silva y Flavinho da Silva |
| Camerún      | 1   | Bengue Guillaume |
| Colombia     | 21  | Armando Navarrete, Jairo "El León" Arias, Rodrigo Tello, Andrés Santamaría, Edwin Antero, Célimo Polo, Rotman González, Jhon Jairo Angulo, Jean Palacios, Ezequiel Palomeque, Luis Fernando Escobar, Carlos Escamilla, Miguel Montalvo, Junior Murillo, Luis Carlos Carvajal, Julio Valero, Ariel Bonilla, Anderson Carabali, Miguel Duque, Juan Moreno Zúñiga y Carlos Rúa |
| Costa Rica   | 2   | Daniel Arce y Bill González |
| Japón        | 4   | Yusuke Kubota, Masagiro Yoshida, Osodo Nobuya e Iroki Ueno |
| Nicaragua    | 1   | Raúl Leguías |
| Paraguay     | 1   | Julio Castillo |
| Uruguay      | 1   | José Venegas |
| Venezuela    | 4   | Jean Palacios, Jorge Aponzá, Daniel Blanco y Frank Piedrahíta |

## Entrenadores Notables
| - Milton Palacios (1991) - Carlos Collazos (1992-93) - Miguel Batalla (1995) - Ricardo Buitrago (1996) - Américo Bravo (-agosto de 2002) - Sergio Giovagnolli (septiembre de 2002-) - Fernando Arnulfo Bolívar - Jair Palacios - Leopoldo Lee (-enero de 2010) - Marcos Casagrande (enero de 2010-enero de 2010) - Jair Palacios (febrero de 2010-agosto de 2010) - Rubén Guevara (septiembre de 2010-agosto de 2011) - Marcelo Javier Aistein (agosto de 2011-diciembre de 2011) | - Juan Carlos Cubillas (enero de 2012-abril de 2012) - Leonicio de la Flor (mayo de 2012-diciembre de 2012) - Carlos García Cantarero (enero de 2013-marzo de 2013) - Richard Parra (marzo de 2013-junio de 2013) - Mike Stump (junio de 2013-2014) - Juan Carlos García (enero de 2015-diciembre de 2015) - Jair Palacios (enero de 2016-2017) - Juan Carlos García (noviembre de 2017-noviembre de 2018) - Javier Álvarez Arteaga (diciembre de 2018-2019) - Mike Stump (2019-2020) - Jorge Dely Valdés (2020-2022) - Saúl Maldonado (2022-2023) - Ameth de León (interino) (2023) - Mario Méndez (2024-presente) |

## Palmarés

### Torneos Nacionales
- Liga Panameña de Fútbol (8): 
  - 1988
  - 1990
  - 1992
  - Clausura 2002
  - Apertura 2005
  - Clausura 2016
  - Apertura 2021.
  -  Apertura 2025

- Subcampeón de la Liga Panameña de Fútbol (6): 
  - 1995-96
  - 1999-00
  - Clausura 2001
  - Apertura 2004
  - Apertura 2006
  - Apertura 2011

- Gran campeón por año (2): 2002, 2005

- Copa JVC (1): 1989